# 니시이즈미역 (가고시마현)
니시이즈미역(일본어: 西出水駅)은 일본 가고시마현 이즈미시에 있는 히사쓰 오렌지 철도 히사쓰 오렌지 철도선의 철도역이다.

## 승강장
섬식 승강장 1면 2선 구조의 철도역이며 역사와 승강장은 과선교로 이어져 있다.

### 타는 곳
| 1 · 2 | ■ 히사쓰 오렌지 철도선 | (상행) 이즈미 방면 |
| 1 · 2 | ■ 히사쓰 오렌지 철도선 | (하행) 센다이 방면 |

## 역사
- 1923년 10월 15일: 다케모토역(武本駅)으로 영업 개시.
- 1928년 7월 11일: 니시이즈미역으로 명칭 변경.
- 1987년 4월 1일 - 민영화에 따라 규슈 여객철도의 소속이 되었다.
- 2004년 3월 13일 - 규슈 신칸센이 개통함으로, 히사쓰 오렌지 철도로 소속이 이관되었다.

## 인접 정차역
| 히사쓰 오렌지 철도 ■ 히사쓰 오렌지 철도선 | 히사쓰 오렌지 철도 ■ 히사쓰 오렌지 철도선 | 히사쓰 오렌지 철도 ■ 히사쓰 오렌지 철도선 |
| ----------------------------------------- | ----------------------------------------- | ----------------------------------------- |
| 이즈미 야쓰시로 방면                      | 보통                                      | 다카오노 센다이 방면                      |